# Skwarki (Susiec)
Skwarki – nieoficjalna nazwa części wsi Susiec, dawniej wieś w Polsce, w województwie lubelskim, w powiecie tomaszowskim, w gminie Susiec.
Od października 1954 do 31 grudnia 1961 Skwarki były siedzibą gromady Skwarki.
W latach 1975–1998 miejscowość administracyjnie należała do województwa zamojskiego. 
W 1748 r. notowano na tym terenie wieś Skwarniki. Nazwa wywodzi się od skwaru panującego w hucie.
Skwarki zostały włączone do miejscowości Susiec 1 stycznia 1989 roku. Nazwa "Skwarki" nie figuruje w rejestrze TERYT, ani aktualnej wersji rejestru SIMC, ale występuje jako nazwa obszaru.
Pochodzi stąd znany reżyser Sylwester Chęciński, twórca kultowych filmów o Kargulach i Pawlakach: Sami swoi, Nie ma mocnych i Kochaj albo rzuć.